# Londonita
La londonita és un mineral de la classe dels borats. Rep el seu nom del Dr. David London (1953–), professor de geologia i geofísica de la Universitat d'Oklahoma (Estats Units), per les seves contribucions a la comprensió de les pegmatites de granit.

## Característiques
La londonita és un borat de fórmula química CsBe₄Al₄(B11Be)O28. És l'anàleg amb cesi dominant de la rodizita, amb la qual forma una sèrie de solució sòlida. Cristal·litza en el sistema isomètric. La seva duresa a l'escala de Mohs és 8. Segons la classificació de Nickel-Strunz, la londinita pertany a «06.GC - Heptaborats i altres megaborats: tectododecaborats» juntament amb la rodizita.

## Formació i jaciments
Va ser descoberta a la pegmatita d'Antandrokomby, a la vall de Manandona, a la regió de Vakinankaratra (Província d'Antananarivo, Madagascar), on es troba associada a quars, microclina, danburita i albita. Ha estat descrita a diverses zones pegmatítiques de Madagascar i de la zona dels Urals, a Rússia.